# Амир Зукић
Амир Зукић (Зворник, 12. октобар 1972) босанскохерцеговачки је медијски менаџер, уредник и водитељ. Ради за телевизију Н1.

## Биографија
Новинарску каријеру започео је када је постао сарадник БХ Радија. Крајем 1995. године прелази на Телевизију БиХ, где три године ради као репортер и водитељ. После телевизије, шест година је радио на Радију Слободна Европа (РСЕ), где је био новинар, уредник и водитељ информативних емисија, а упоредо са радијским ангажманом уређивао је и водио ТВ магазин Либерти. Обављао је послове у дописништву РСЕ у Сарајеву и централи у Прагу. Истовремено је објављивао чланке у часопису Дани и познатим међународним часописима, попут берлинског Die Tageszeitung (ТАЗ).
Након тога преузео је функцију главног и одговорног уредника Информативног програма Јавног РТВ сервиса БиХ (БХТ1). Био је и уредник и водитељ политичког часописа „Јавна тајна”, који се на медијској сцени истакао истраживачким причама и отвореним разговорима. Изложен притисцима политичких лидера и интересних група због тема о којима се говори у „Јавној тајни“, без заштите и подршке административних структура куће, Зукић је у магазину објавио: „Збогом јавном сервису. Добродошли на државну, режимску телевизију.“ После три године управљања јавним сервисом, Зукић је смењен, а „Јавна тајна” укинута.
Након БХТ1 прелази на Телевизију Сарајево (ТВСА), гдје је четири године био директор програма. Пре доласка на Н1, две године је радио као главни и одговорни уредник Балканске дирекције агенције Анадолија. Током уређивачке функције у Анадолији, у оквиру колумнистичког програма Телевизије FACE (Фејс) у Сарајеву, критички је говорио о „лажним Волтерсима међу новинарима“.
Од фебруара 2014. до данас је на челу Н1 телевизије у БиХ, гдје обавља функције директора програма и директора вијести, а уједно уређује и води хард ток-емисију "Пресинг".
Дипломирао је новинарство на Факултету политичких наука у Сарајеву. Постдипломске студије економије завршио је на универзитетима у Торину и Сарајеву. Стекао је титулу магистра пословне администрације (МБА) на Универзитету у Торину и магистра економских наука Универзитета у Сарајеву.
Добитник је награде за ТВ новинара године 2016. од стране Удружења новинара Босне и Херцеговине. Три пута заредом (од 2015. до 2017. године) освојио је специјалну награду за најбољег медијског менаџера у Босни и Херцеговини по избору Европске асоцијације менаџера. У 2018. години у Бањалуци је одржана 39. манифестација Најбољи менаџер и личност године, где је ТВ Н1 (регионални центар Сарајево) добила специјалну награду за најбољу регионалну телевизију у текућој години.